# 音のコンパス
『音のコンパス』（おとのコンパス）は、シンガーソングライター霜月はるかのベストアルバム。

## 概要
霜月はるかが歌う様々なゲームソフトの楽曲を集約した、3枚目のアルバム。ベストアルバムとしては2枚目となる。2008年6月25日にティームエンタテインメントより発売。
ジャケット、ブックレットイラストはTiv。
ジャケットのキャラクターは元々Tivのオリジナルキャラクターとして描かれたが、霜月が気に入り、アルバム名からコンパスちゃんと名付けられた。以降イラストにTivが起用されると、ほぼ毎回このキャラクターが描かれている。

## 収録曲
1. 風の行方 [5:48]
  - 作詞・作曲：霜月はるか　編曲：bassy

PCゲーム『ヘブンストラーダ』オープニングテーマ
2. Run for your life [4:19]
  - 作詞・作曲・編曲：中河健

PS2ゲーム『マナケミア 〜学園の錬金術士たち〜』オープニングテーマ
3. 蝶 [5:23]
  - 作詞：六浦館　作曲：MANYO　編曲：ms-jacky

PCゲーム『PP -ピアニッシモ- 操リ人形ノ輪舞』オープニングテーマ
4. Leap into high [5:48]
  - 作詞：霜月はるか　作曲・編曲：大嶋啓之

PCゲーム『ピリオド』エンディングテーマ
5. distance [6:30]
  - 作詞：六浦館　作曲・編曲：MANYO

PCゲーム『PP -ピアニッシモ- 操リ人形ノ輪舞』エンディングテーマ
6. True World
  - 作詞：桜沢大　作曲・編曲：細井聡司

PCゲーム『魔王と踊れ!2』主題歌
7. 荒野に咲く祈り
  - 作詞・作曲：霜月はるか　編曲：たくまる

PCゲーム『Relict2 〜エピソード・ムーン〜』OP主題歌
8. Eternal Story
  - 作詞：青木香苗　作曲・編曲：阿知波大輔

PS2ゲーム『イリスのアトリエ エターナルマナ2』OP主題歌
9. ひまわり
  - 作詞：宮蔵　作曲・編曲：MANYO

PCゲーム『なつぽち』ED主題歌
10. 泡沫
  - 作詞：麓川智　作曲・編曲：MANYO

PS2ゲーム『アカイイト』イメージソング
11. 協想曲
  - 作詞：霜月はるか　作曲・編曲：bassy

PCゲーム『レクタンドール戦記 レヴォラシオン 〜紋章の記憶〜』主題歌
12. 音のコンパス
  - 作詞・作曲：霜月はるか　編曲：Dani

新曲
13. とある忘れられた丘にある灯台守の手紙
  - 作詞・作曲：土屋暁　編曲：中河健

新曲